# Mimmo D'Alelio
Massimmo D'Alelio (1916 - 1998) was een Italiaanse bridgespeler.
D'Alelio was een van de leden van het beroemde Blue Team. Spelend voor dit team won hij dertien wereldkampioenschappen: tien keer in de Bermuda Bowl en drie keer tijdens de World Team Olympiade. D'Alelio is de partner geweest van onder andere Walter Avarelli, Eugenio Chiaradia en Camillo Pabis-Ticci.